# Jael y Sísara (Artemisia Gentileschi)
[[Categoría:Cuadros de {{{3}}}]]
Jael y Sísara es una pintura de la artista barroca italiana Artemisia Gentileschi, realizada hacia 1620.

## Descripción
El tema del cuadro  tiene su origen en el  Libro de Jueces,  del Antiguo Testamento. Describe el momento  en el que una mujer quenita, Jael,  está a punto de matar a Sísara, un general cananeo que después de ser derrotado por los israelíes, huye a un pueblo cercano. Allí Jael le engaña, prometiéndole refugio y alimentos.
Las representaciones artísticas de la historia son comunes en la Edad Media y durante la Edad Moderna.

### La interpretación de Gentileschi

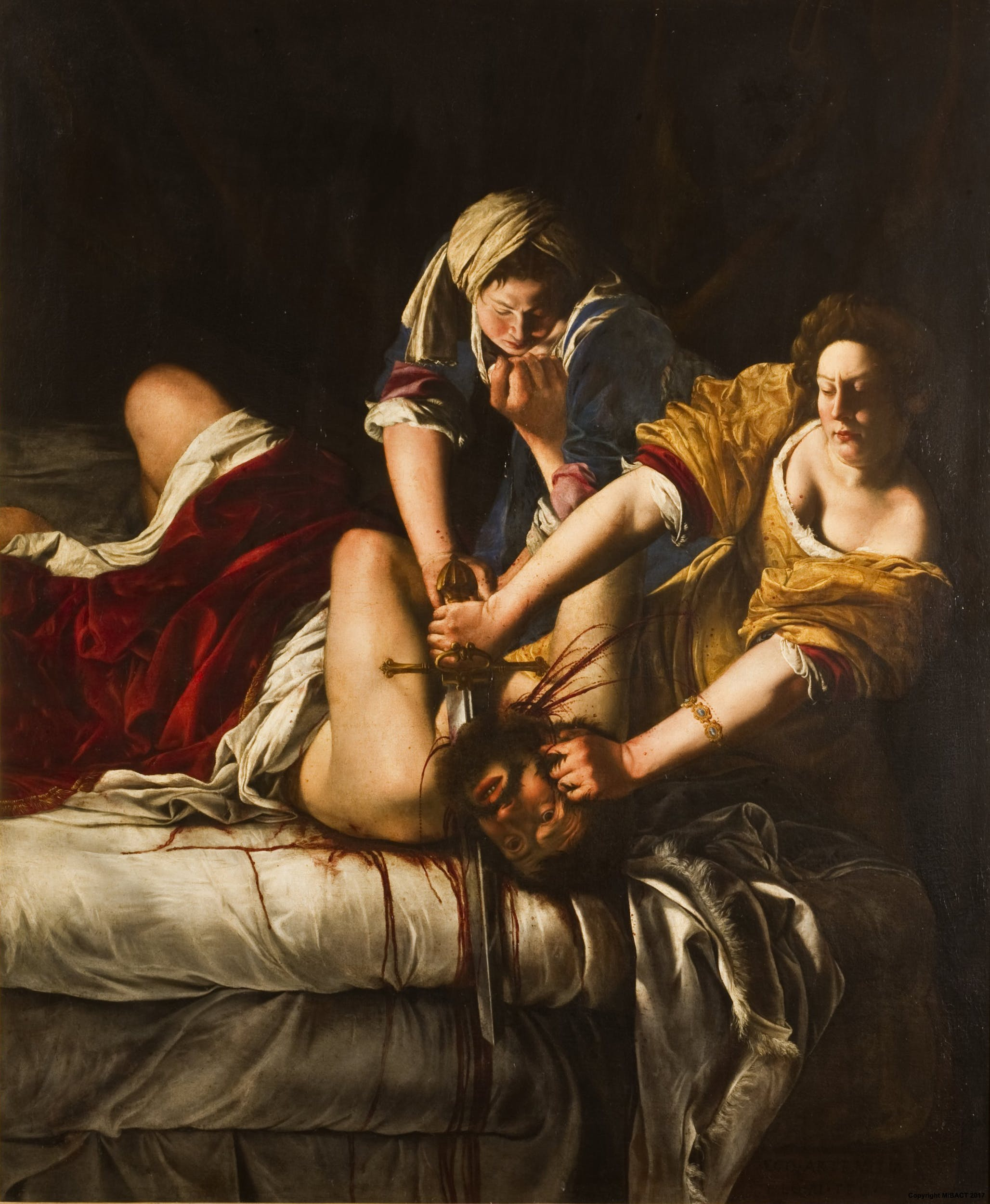
Judith slaying Holofernes por Artemisia Gentileschi, 1614@–18

Gentileschi y otras artistas de su generación crearon una serie de pinturas de mujeres fuertes incluida la decapitación de Holofernes por Judith. Algunas interpretaciones afirman que Agostino Tassi, su maestro y violador convicto, fue el modelo de Holofernes. Sísara también parece asemejarse a Holofornes y Tassi.
Mientras la historia de Jael es un tema poco frecuente, los historiadores creen que la tela estuvo influenciada por el trabajo del  artista florentino, Ludovico Cigoli. Su retrato difiere, sin embargo, en que separa visualmente a las dos figuras, mientras Cigoli las une. El vestido dorado de Jael contrasta fuertemente con los rojos y azules de la ropa de  Sísara, simbolizando su "virtud y victoria inminente."

## Historia
La fecha de 1620 se ve grabada en el pilar del fondo, junto a su firma. La ubicación deliberada de su firma, junto a la mano derecha de Jael, pretende resaltar su autoría. Mientras vive y trabaja en Florencia, firma como  "Artemisia Lomi", para  destacar su relación con su tío Aurelio Lomi, ya establecido en la ciudad y así fortalecer sus lazos con posibles mecenas.
La prominencia de la firma de la  artista indica que este era un trabajo digno de elogio. La firma en tres líneas dice: "ARETEMITA LOMI/FACIBAT/MDCXX." Este es el primer ejemplo  de Gentileschi, utilizando el pretérito imperfecto del latín Facibat, quizás una referencia a la manera en que Michelangelo firmó su Piedad.
Esta pintura fue restaurada en 1978 por Veronika Ember.

## Procedencia
En 1781 se conoce el primer dato sobre el cuadro, a raíz de su traslado de  la colección imperial en Viena al Castillo de Bratislava. Tres años más tarde, se trasladó al Palacio Real en Buda, en donde desapareció en 1856. En 1974 reaparece en una subasta en Budapest,  momento en que fue adquirido por sus dueños actuales. La pintura actualmente cuelga en el Museo de Bellas Artes de Budapest.